# Calotes
Genre
Synonymes
- Brachysaura Blyth, 1856

Calotes est un genre de sauriens de la famille des Agamidae.

## Répartition
Les 27 espèces de ce genre se rencontrent dans le sud de l'Asie.

## Liste des espèces
Selon The Reptile Database (28 mars 2020) :
- Calotes aurantolabium Krishnan, 2008
- Calotes bachae Hartmann, Geissler, Poyarkov, Ihlow, Galoyan, Rödder & Böhme, 2013
- Calotes bhutanensis Biswas, 1975
- Calotes calotes (Linnaeus, 1758)
- Calotes ceylonensis Müller, 1887
- Calotes chincollium Vindum, 2003
- Calotes desilvai Bahir & Maduwage, 2005
- Calotes ellioti Günther, 1864
- Calotes emma Gray, 1845
- Calotes grandisquamis Günther, 1875
- Calotes htunwini Zug & Vindum, 2006
- Calotes irawadi Zug, Brown, Schulte & Vindum, 2006
- Calotes jerdoni Günther, 1870
- Calotes liocephalus Günther, 1872
- Calotes liolepis Boulenger, 1885
- Calotes manamendrai Amarasinghe & Karunarathna, 2014
- Calotes maria Gray, 1845
- Calotes medogensis Zhao & Li, 1984
- Calotes minor (Hardwicke & Gray, 1827)
- Calotes mystaceus Duméril & Bibron, 1837
- Calotes nemoricola Jerdon, 1853
- Calotes nigrilabris Peters, 1860
- Calotes nigriplicatus Hallermann, 2000
- Calotes pethiyagodai Amarasinghe, Karunarathna & Hallermann, 2014
- Calotes rouxii Duméril & Bibron, 1837
- Calotes versicolor (Daudin, 1802)
- Calotes zolaiking Giri, Chaitanya, Mahony, Lalrounga, Lalrichhana, Das, Sarkar, Karanth & Deepak, 2019

## Publication originale
- Cuvier, 1817 : Le règne animal distribué d’après son organisation, pour servir de base à l’histoire naturelle des animaux et d’introduction a l’anatomie comparée. Vol. 2. Les reptiles, les poissons, les mollusques et les annélides, Déterville, Paris.